# 大凱明河
42°41′28.3″N 75°53′27.9″E / 42.691194°N 75.891083°E

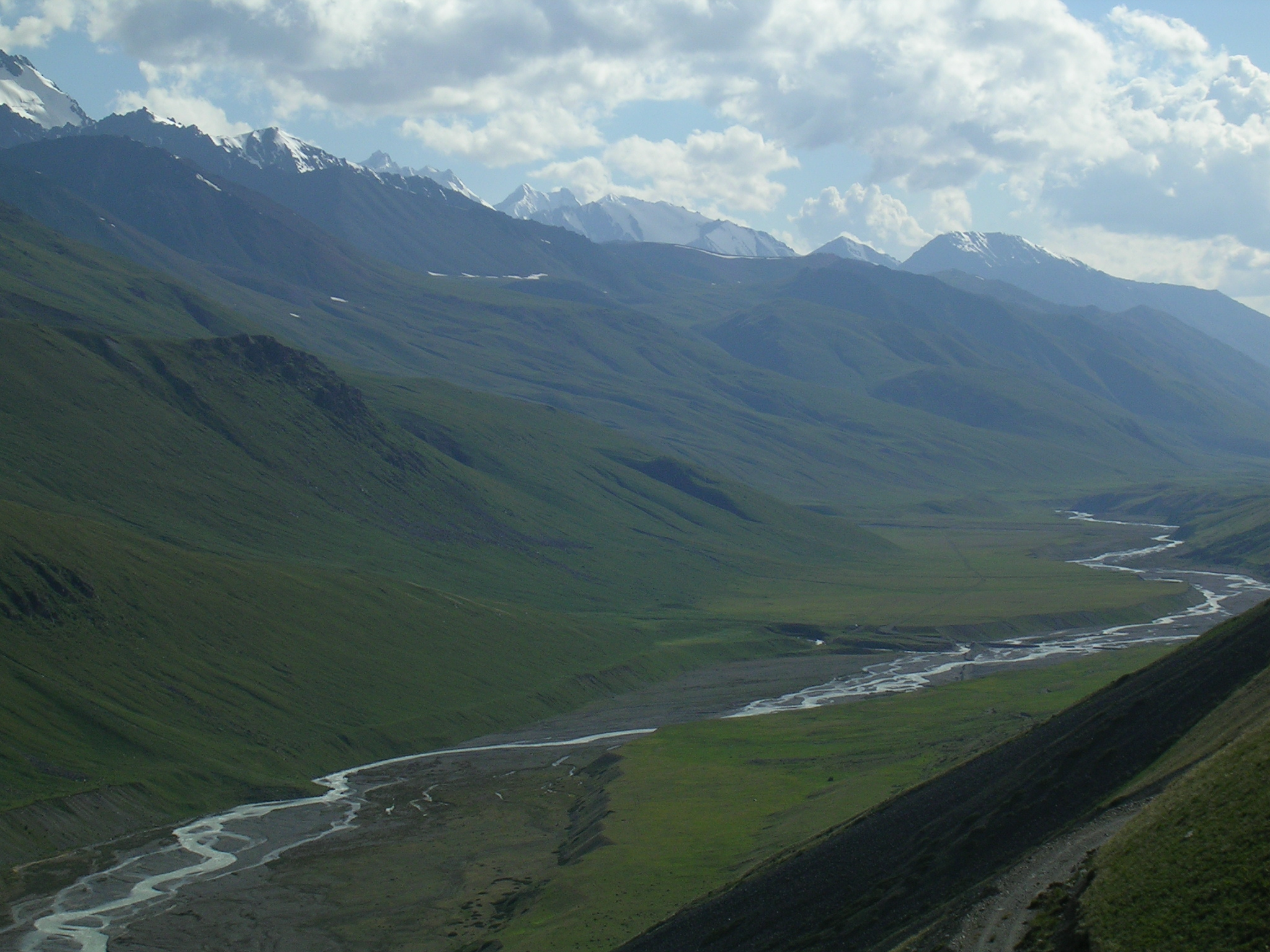

大凱明河是吉爾吉斯斯坦的河流，位於該國北部楚河州，流經凱明區，屬於楚河的右支流，河道全長116公里，流域面積1,890平方公里。